# 甫斯特尔·德·库朗日中学
甫斯特尔·德·库朗日中学（Lycée Fustel-de-Coulanges）是法国斯特拉斯堡的一所著名中学，坐落在市中心城堡广场，靠近斯特拉斯堡主教座堂、罗昂宫、大修院等。 1929年该建筑列为法国历史古迹。
该校成立于17世纪路易十四征服斯特拉斯堡这座德语新教城市之后不久，授权耶稣会创办，教授阿尔萨斯青年天主教和法语。1804年拿破仑一世将其改为公立学校，使得它成为法国历史最悠久的公立中学之一。
该校教授古典语言（拉丁语和希腊语），艺术学科，欧洲研究，以及东方语言如中文或俄语等。它是法国三所特许学校之一，另外两所是巴黎亨利四世中学和图卢兹皮埃尔·德·费尔马中学。
1919年改为现名，以斯特拉斯堡大学历史学教授努马·丹尼斯·甫斯特尔·德·库朗日（1830-1889）命名。 